# 西俄洛镇
西俄洛乡，是中华人民共和国四川省甘孜藏族自治州雅江县下辖的一个乡镇级行政单位。

## 行政区划
西俄洛乡下辖以下地区：
杰珠村、俄洛堆村、汪堆村、苦则村和牛角洞村。